# Ники Хейдън
Никълъс (Ники) Патрик Хейдън (на английски: Nicholas Patrick Hayden; 30 юли 1981, Оуенсбъроу, Кентъки, САЩ – 22 май 2017, Чезена, Италия) е американски мотоциклетист. Световен шампион в шосейно-кръгови клас MotoGP за 2006 година, бронзов медалист в Гран-при за сезон 2005 година.
„Хлапето от Кентъки“ почива на 22 май 2017 г., като смъртта му се приема като истинска трагедия за мотоциклетния спорт. Едва на 35 години, той издъхва вследствие на тежък пътен инцидент. По ирония на съдбата обаче бившият световен шампион в кралския клас на мотоциклетизма загива не в състезание, а блъснат от кола. Американецът карал колело по улиците на Чезена, когато е бил ударен от автомобил. В резултат на инцидента Хейдън получава тежка черепно-мозъчна травма. Лекарите се борят 5 дни за живота му, но не успяват да го спасят.
Никълъс участва в MotoGP за заводските отбори на „Хонда“ (2003 – 2008, и едно състезание през 2016 година), „Дукати“ (2009 – 2013), частни отбори на мотоциклетите „Хонда“ (2014 – 2016). Ники има общо 218 старта в MotoGP, като записва 3 победи и 28 подиума зад гърба си. Той се състезава още в сериите Супербайк, както и в Суперспорт.